# 石囲角邨

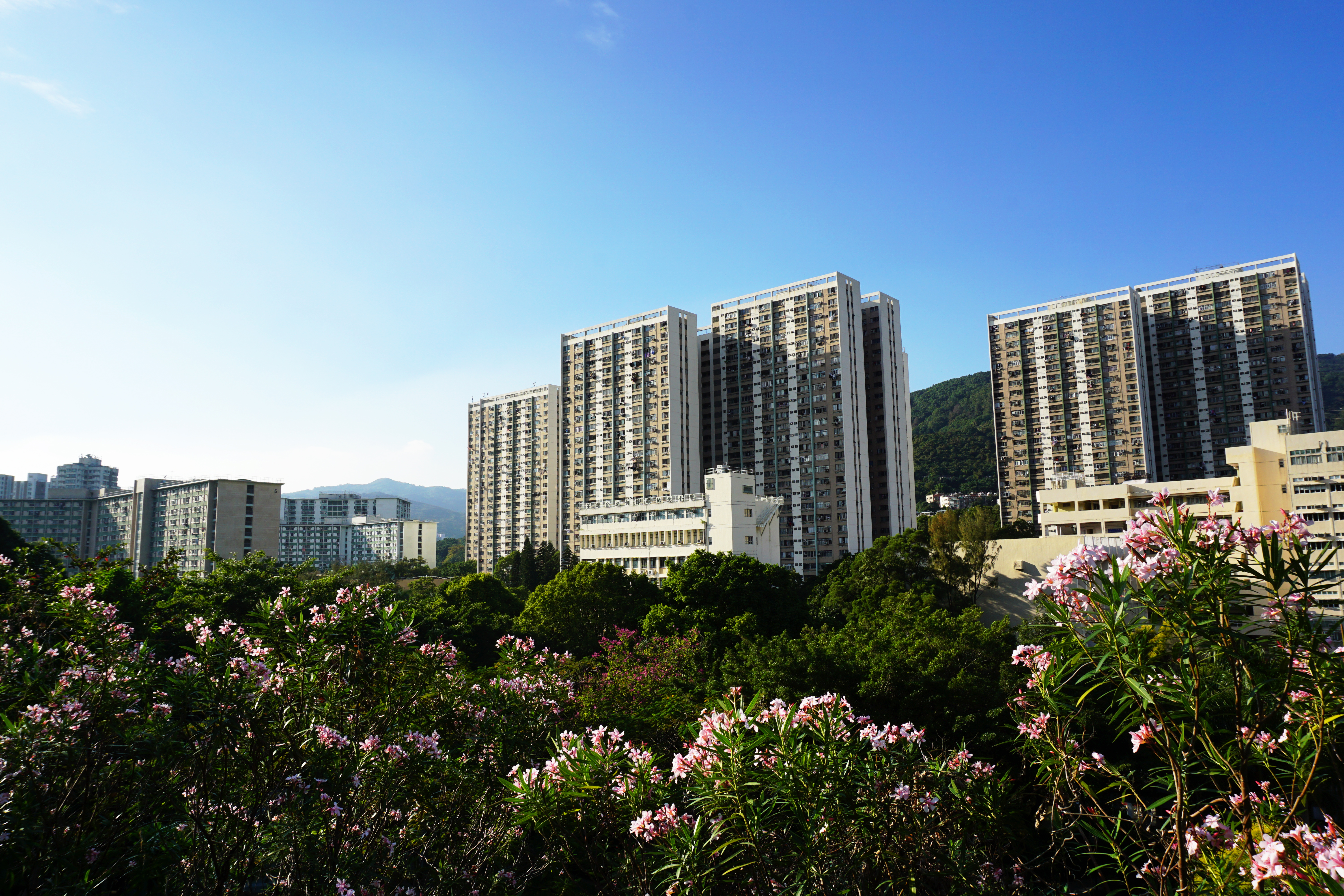
石囲角邨

石囲角邨（せきいかくそん、中国語: 石圍角邨、英語: Shek Wai Kok Estate）は、香港新界荃湾区石囲角にある公営住宅。香港住宅委員会が管理している。

## 歴史
香港政府は1977年に香港住宅委員会に、この土地への大規模な住宅団地の建設を許可した。団地の各ブロックは1980年から1982年の間に順次完成した。
1982年9月28日に当時のイギリス首相マーガレット・サッチャーの訪問があった。

## 建物と施設
石囲角邨は複数のブロックや施設から構成される複合的な住宅地である。敷地内には8ブロックの住宅、1つのショッピングセンター、2つの駐車場、9つの学校が存在し、石芳楼の1階と2階には商店や飲食店がある。敷地内の道路は、ブロックを互いに接続し、また主要な道路への動線となっている。 

### 住宅ブロック
| 名前   | 英語名          | ブロック | 段階 | 完成年 |
| ------ | --------------- | -------- | ---- | ------ |
| 石蘭楼 | Shek Lan House  | 1        | 1    | 1980   |
| 石菊楼 | Shek Kuk House  | 2        | 1    | 1981   |
| 石翠楼 | Shek Tsui House | 3        | 2    | 1981   |
| 石葵楼 | Shek Kwai House | 4        | 2    | 1981   |
| 石芳楼 | Shek Fong House | 5        | 3    | 1982   |
| 石荷楼 | Shek Ho House   | 6        | 3    | 1982   |
| 石蓮楼 | Shek Lin House  | 7        | 4    | 1982   |
| 石桃楼 | Shek To House   | 8        | 4    | 1982   |

### 公共施設
- ショッピングセンター
- バスターミナル
- 公共図書館
- 郵便局
- 駐車場

### 教育施設

#### 中学校
- 博愛病院歴代総理同窓會梁省德中学校
- 荃湾公立何傳耀記念中学校
- 保良局姚連生中学校

#### 小学校
- 香港道教連合会円玄学院石囲角小学校
- 荃湾公立何傳耀紀念小学校

#### 幼稚園
- 荃湾聖多明尼幼稚園
- 香港道教連合会円玄幼稚園
- 中華基督教会福幼幼稚園
- 中華基督教会福幼第二幼稚園

## ギャラリー

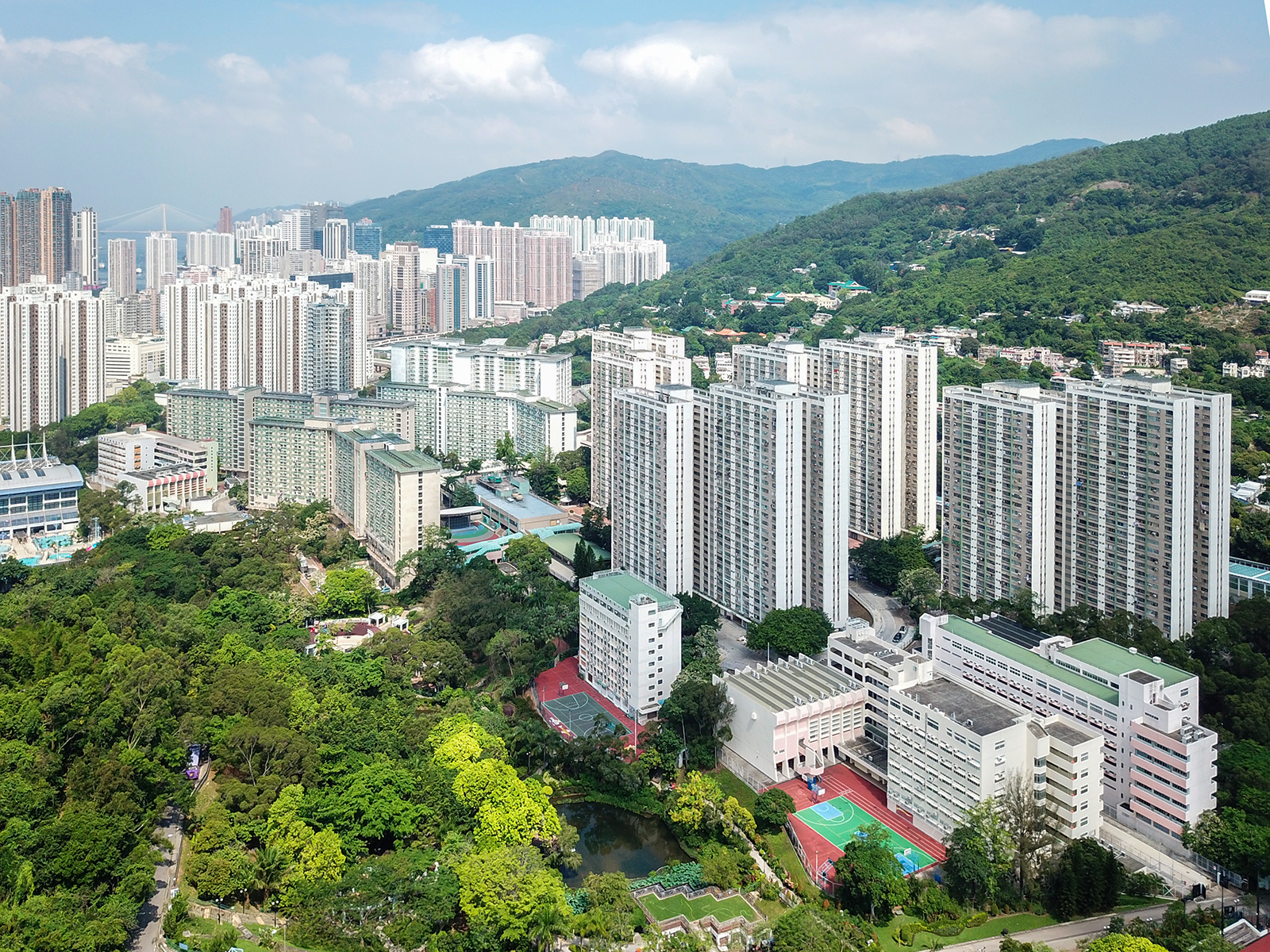
団地の遠望
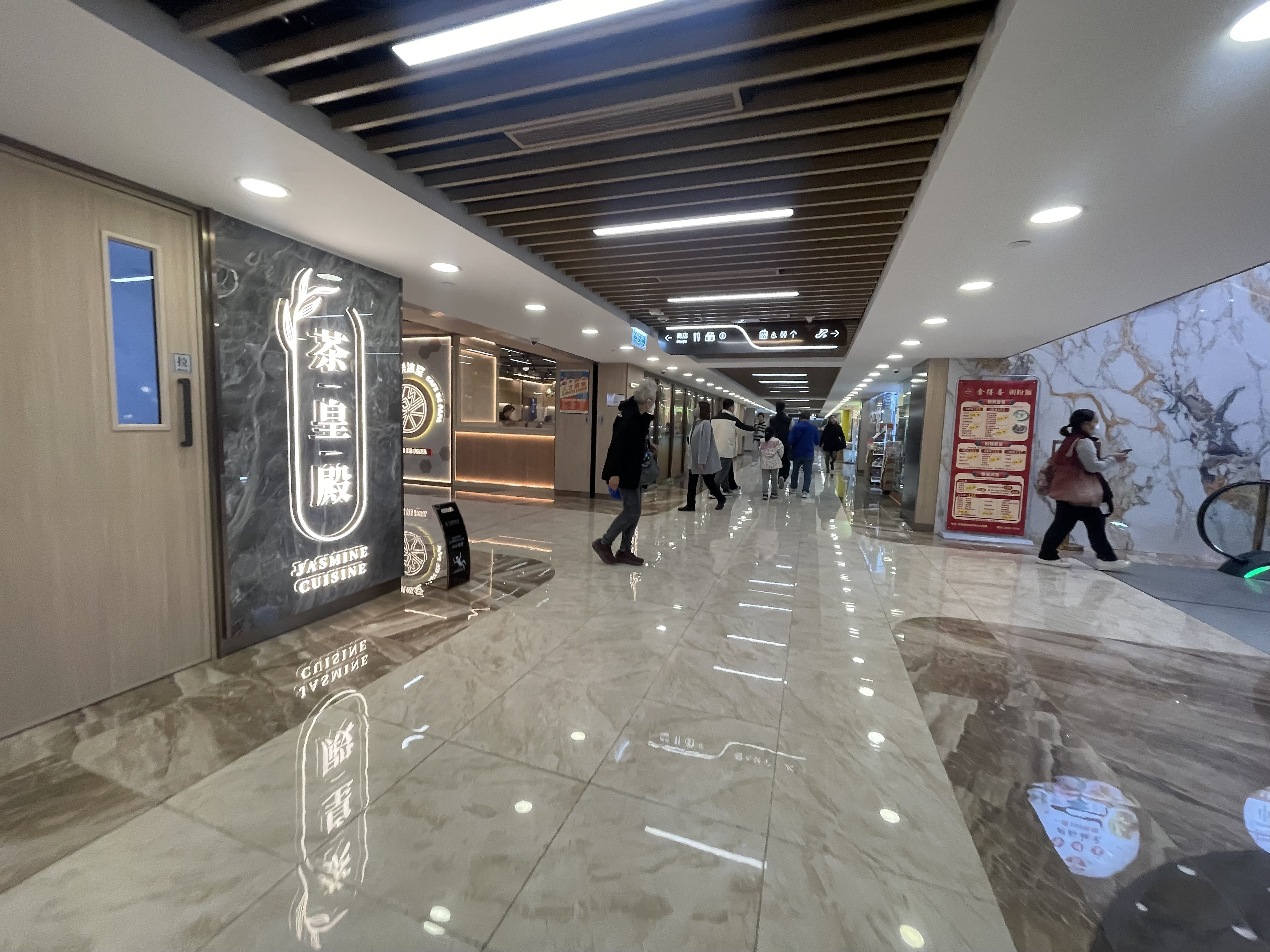
ショッピングセンター（1）
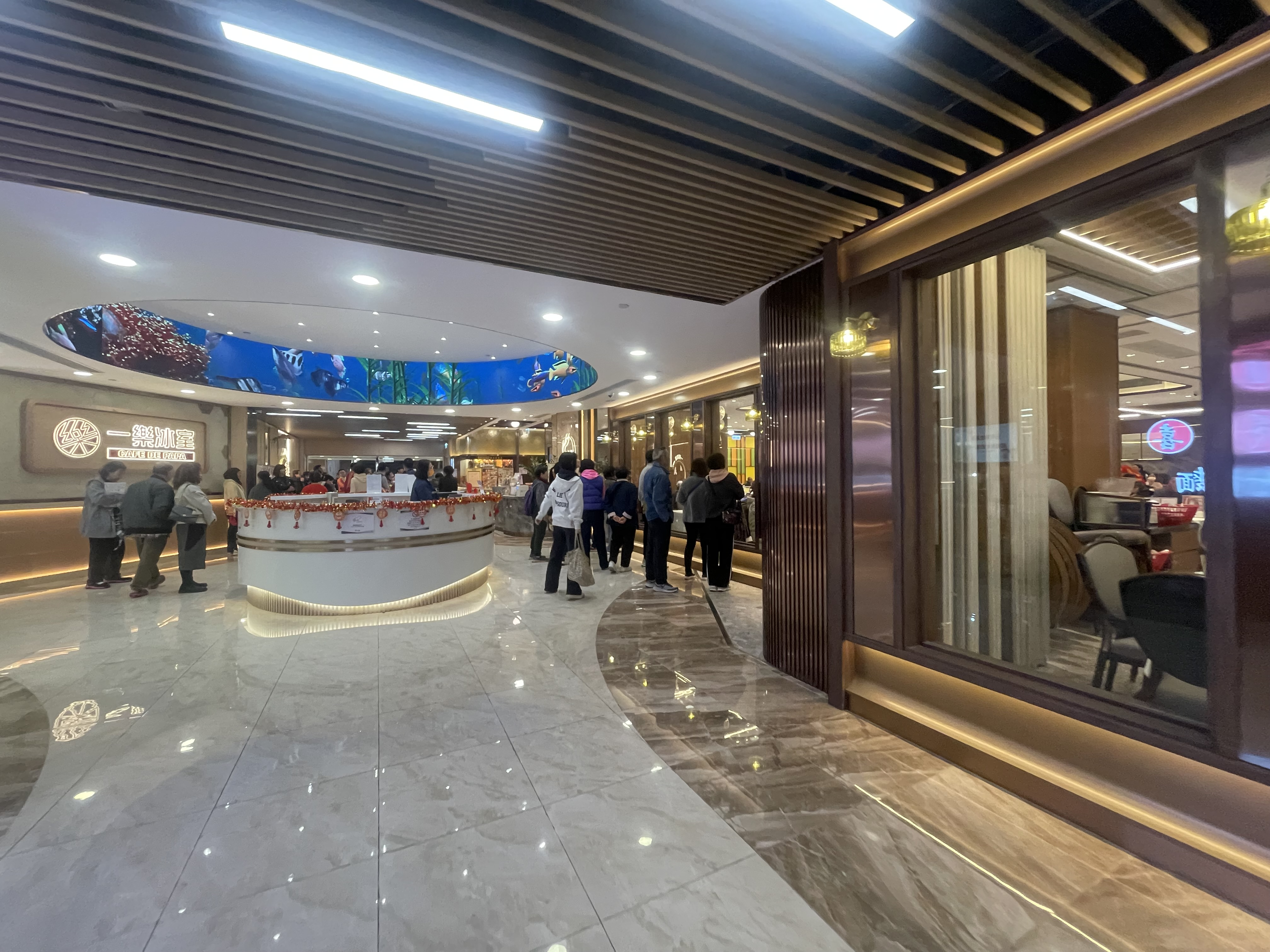
ショッピングセンター（2）
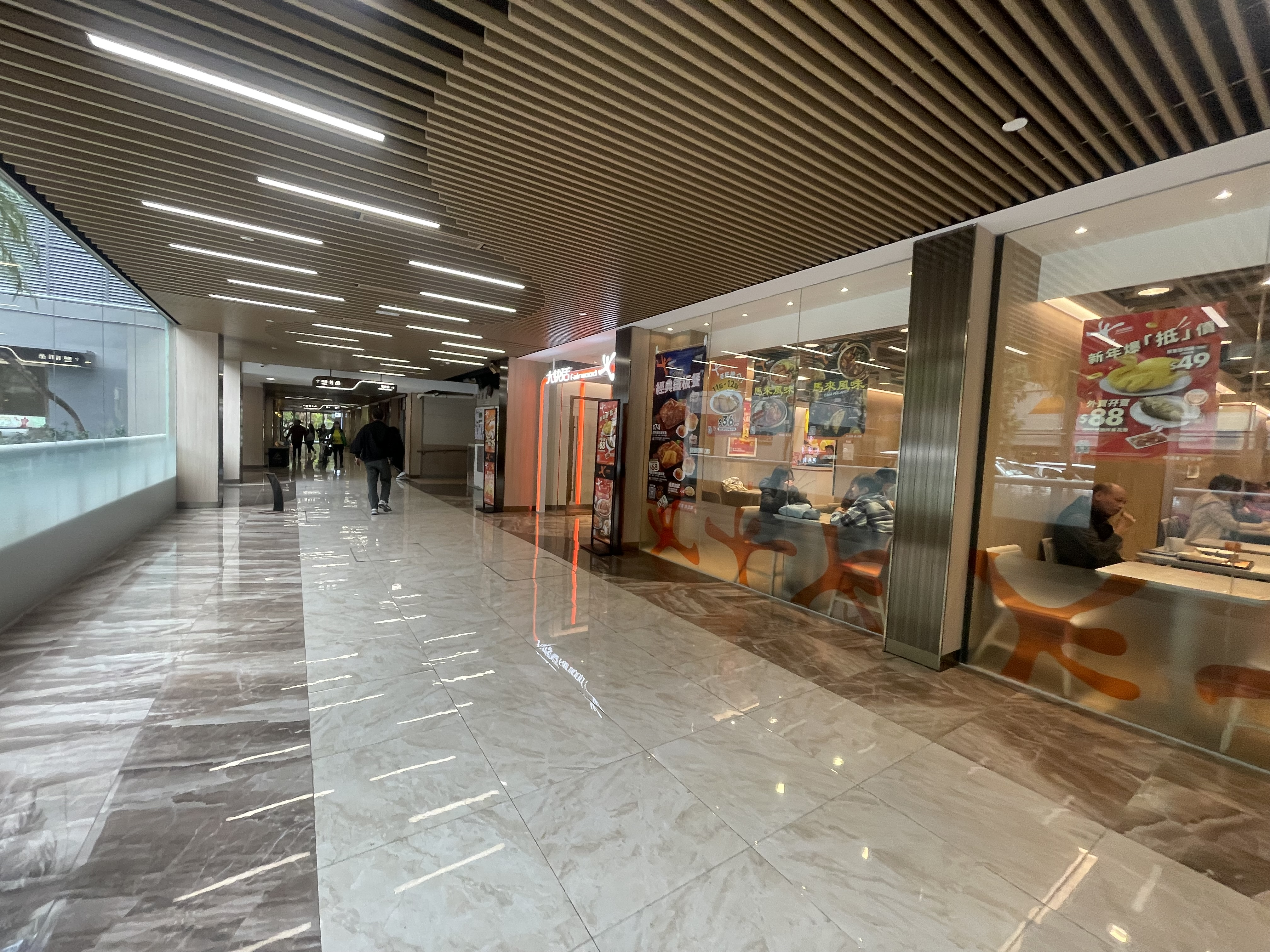
ショッピングセンター（3）
石囲角バスターミナル（1）
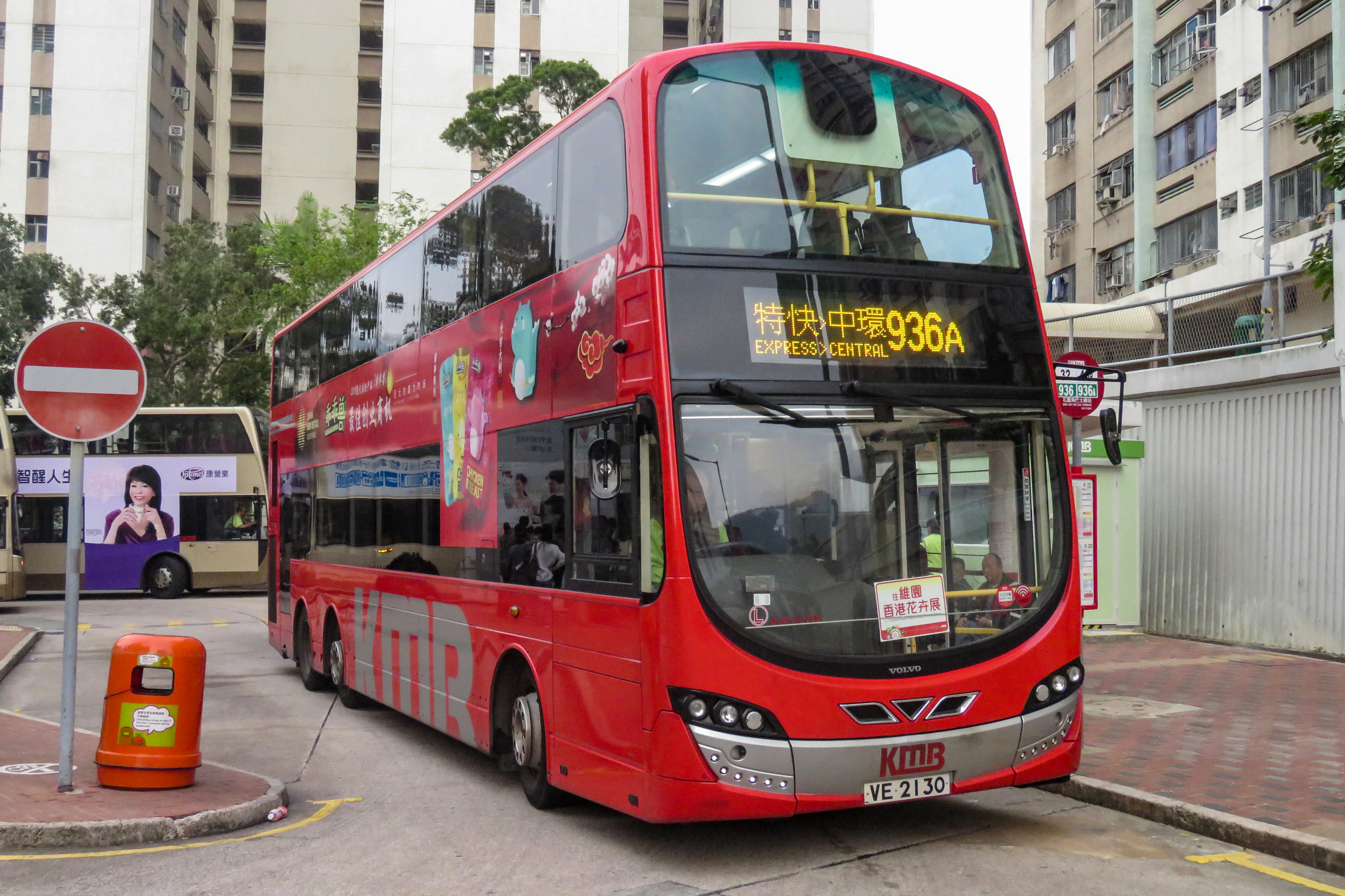
石囲角バスターミナル（2）
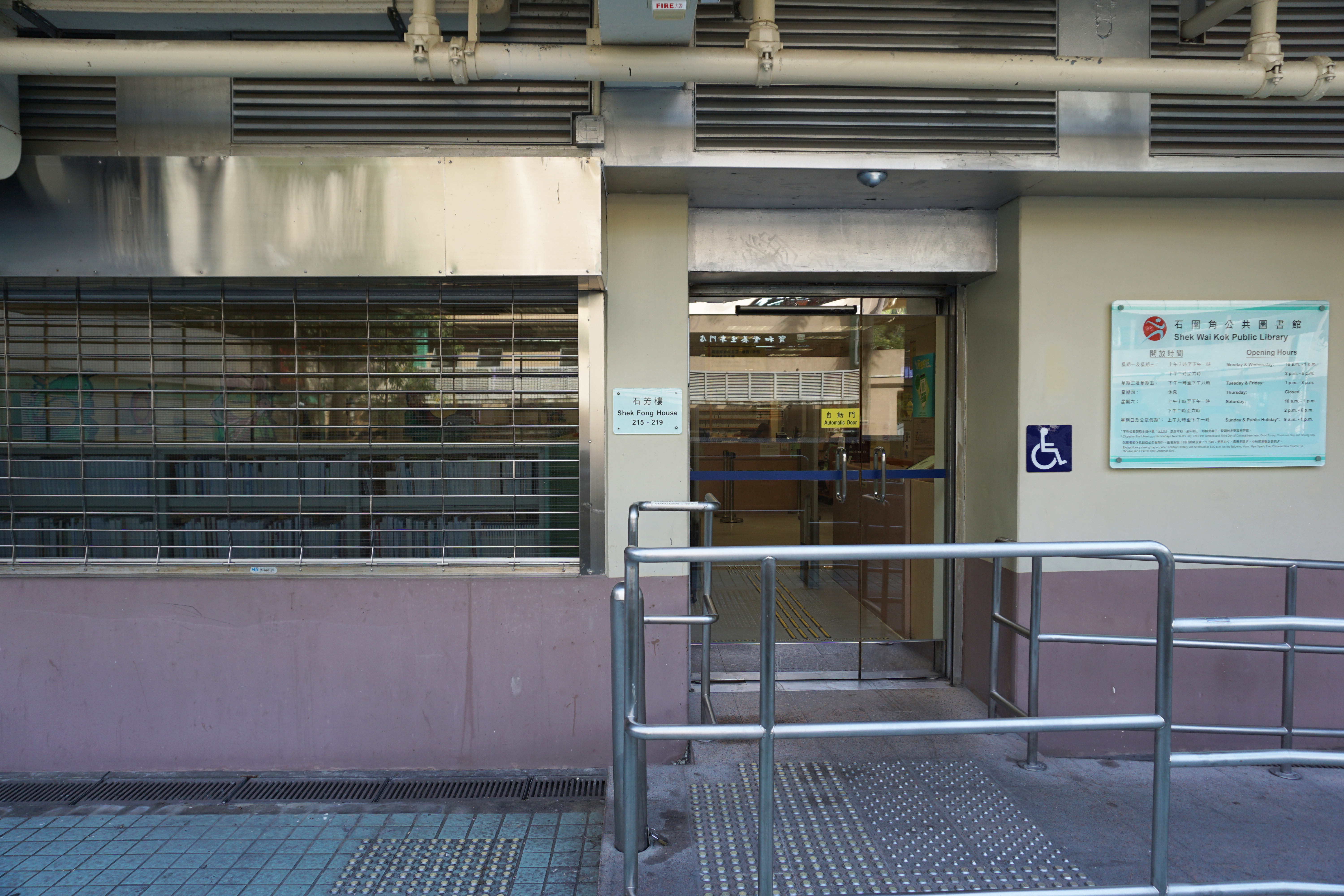
石囲角公共図書館
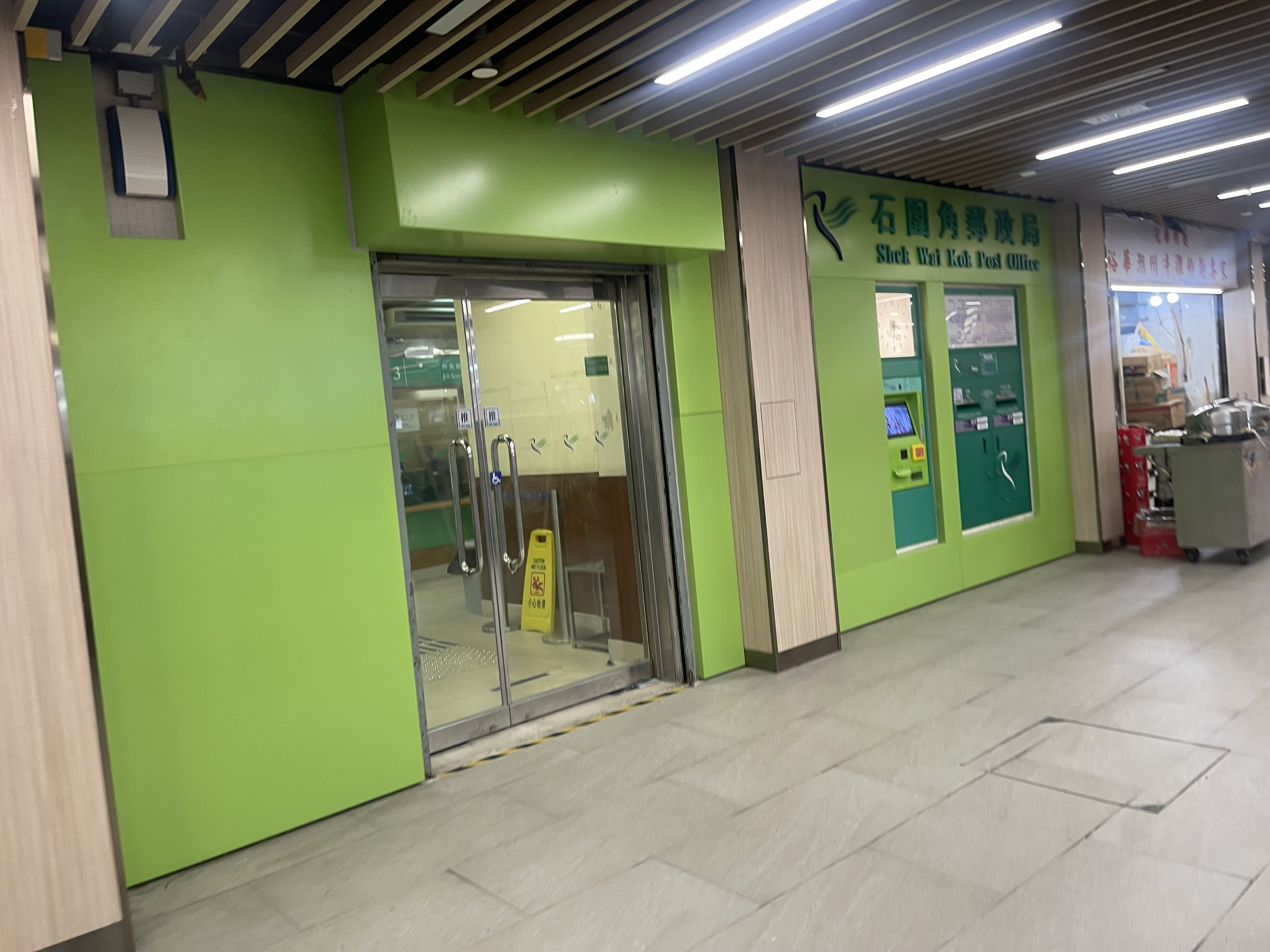
石囲角郵便局
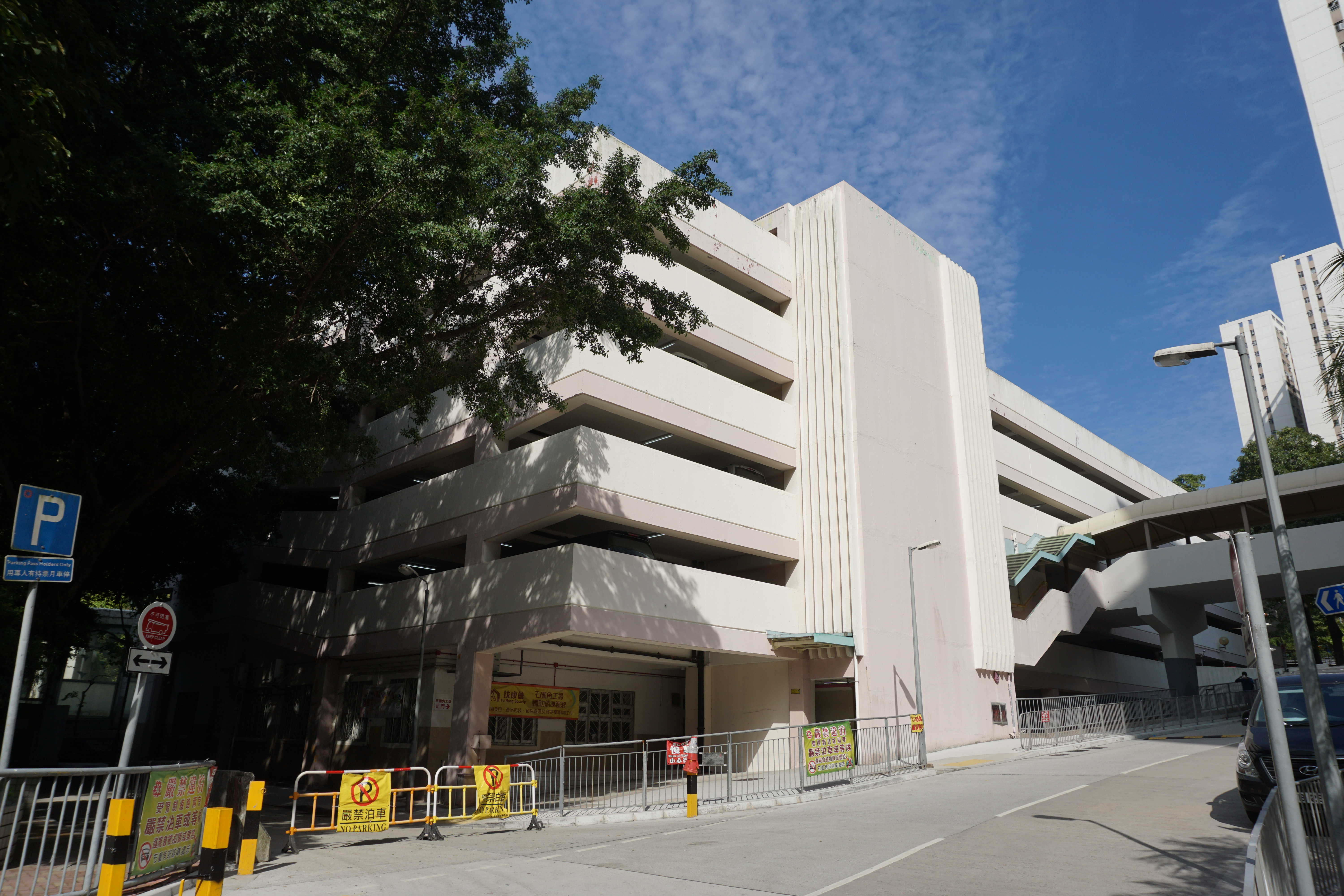
多層駐車場